# Bohuslav Koukal
Bohuslav Koukal (10. září 1871 Křenov u Mor. Třebové – 3. srpna 1940 Brno) byl český a československý odborový činovník, politik, člen Moravsko-slezské křesťansko-sociální strany na Moravě a meziválečný senátor Národního shromáždění ČSR za Československou stranu lidovou.

## Biografie
Už na přelomu 19. a 20. století se angažoval v katolickém politickém táboře. Stal se předsedou Všeodborového sdružení křesťanskosociálního dělnictva z Moravy, Slezska, Dolních a Horních Rakous, které bylo napojeno na Moravsko-slezskou křesťansko-sociální stranu na Moravě vedenou Janem Šrámkem. Usiloval o organizaci dělnictva na křesťanském základě. Už v době Rakouska-Uherska se neúspěšně pokoušel kandidovat do zákonodárných sborů. Po vzniku Československa stál u zrodu tělocvičné organizace Orel. Od roku 1924 do počátku 30. let byl revizorem ústřední rady Orla. Při svatováclavských oslavách v roce 1929 byl zvolen do čestného předsednictva orelského sletu.
Po parlamentních volbách v roce 1920 získal senátorské křeslo v Národním shromáždění. Mandát ale nabyl až dodatečně roku 1923 jako náhradník poté, co zemřel senátor Antonín Cyril Stojan. Mandát obhájil v parlamentních volbách v roce 1925. Povoláním byl ředitelem I. dělnického výrobního družstva stolařského v Brně.